# Reid Cashman

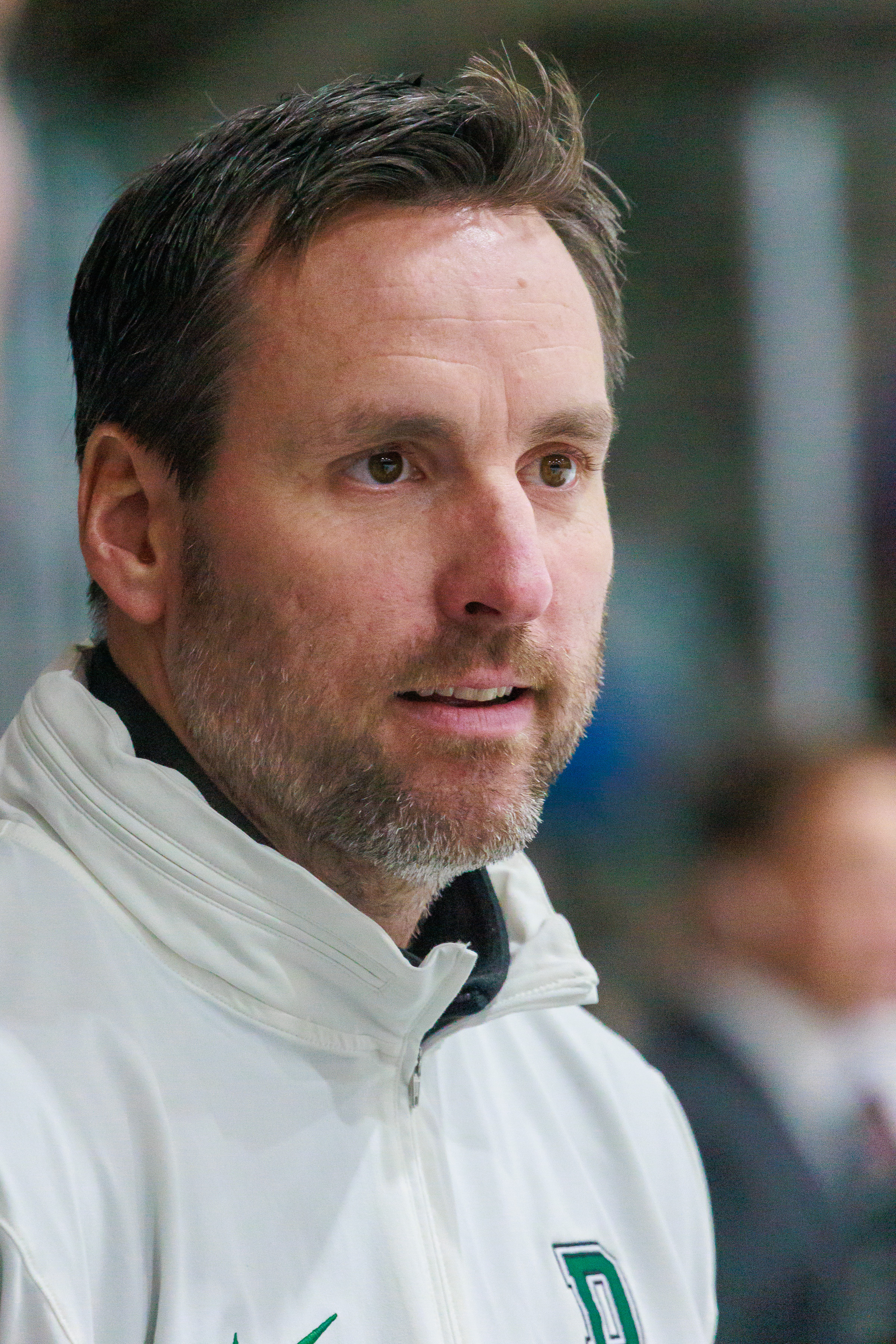
Reid Cashman (2024)

Reid Cashman (* 14. März 1983 in Red Wing, Minnesota) ist ein ehemaliger US-amerikanischer Eishockeyspieler, der zuletzt beim EHC Liwest Black Wings Linz in der Erste Bank Eishockey Liga unter Vertrag stand. Seit Oktober 2020 fungiert er als Cheftrainer des Dartmouth College in der NCAA.

## Karriere
Reid Cashman spielte als Jugendlicher in der Highschoolmannschaft in Red Wing. Nach seinem Schulabschluss war er in der Saison 2002/03 für die Waterloo Black Hawks in der United States Hockey League aktiv. Anschließend lief er für die Eishockeymannschaft der Quinnipiac University auf und trat in der National Collegiate Athletic Association vor allem als Vorlagengeber positiv in Erscheinung (23 Tore und 125 Assists in 151 Spielen). 2005 war er Finalist für den Hobey Baker Memorial Award. Nach seinem Abschluss unterzeichnete Cashmann, der nicht gedraftet worden war, einen Vertrag bei den Toronto Maple Leafs. Er wurde ins Farmteam geschickt und kam zunächst für die Toronto Marlies in der American Hockey League zum Einsatz. Die folgende Spielzeit verbrachte er überwiegend bei Columbia Inferno in der ECHL. Dort verbuchte er in insgesamt 54 Partien 39 Scorerpunkte.
In den zwei folgenden Jahren ging Cashman für Wilkes-Barre/Scranton Penguins und die Milwaukee Admirals in der AHL aufs Eis und stand bei den Wheeling Nailers und Cincinnati Cyclones in der ECHL im Einsatz. Der größte Erfolg gelang ihm hierbei in der Saison 2009/10 mit dem Gewinn des Kelly Cup, als er mit den Cyclones in der Finalserie in fünf Partien die Idaho Steelheads besiegte. Anschließend unterzeichnete der Defensivakteur beim EHC Liwest Black Wings Linz in der Erste Bank Eishockey Liga.
2011 entschied Cashman, seine aktive Karriere zu beenden und als Trainer Fuß zu fassen. So führte ihn sein Weg zurück zu den Bobcats der Quinnipiac University, an der er als aktiver Spieler schon vier Jahre unter Vertrag stand. Dort fungierte er erst als Assistenztrainer, bevor er zur Saison 2015/16 das Amt des Cheftrainers übernahm. Anschließend kehrte er zur Spielzeit 2016/17 in den Profibereich zurück, indem er als Assistenztrainer bei den Hershey Bears übernahm. Innerhalb der Organisation wurde Cashman im August 2018 zum Assistenten bei den Washington Capitals befördert.
Diese Position hatte er zwei Jahre inne, ehe er das Team nach der Saison 2019/20 verließ, um die Position des Cheftrainers am Dartmouth College in der NCAA zu übernehmen.

## Erfolge und Auszeichnungen
- 2010 Kelly-Cup-Gewinn mit den Cincinnati Cyclones

## Karrierestatistik
(Legende zur Spielerstatistik: Sp oder GP = absolvierte Spiele; T oder G = erzielte Tore; V oder A = erzielte Assists; Pkt oder Pts = erzielte Scorerpunkte; SM oder PIM = erhaltene Strafminuten; +/− = Plus/Minus-Bilanz; PP = erzielte Überzahltore; SH = erzielte Unterzahltore; GW = erzielte Siegtore; 1 Play-downs/Relegation; Kursiv: Statistik nicht vollständig)